# Parafia Niepokalanego Poczęcia Najświętszej Maryi Panny w Wielkich Oczach
Parafia Niepokalanego Poczęcia Najświętszej Maryi Panny w Wielkich Oczach – parafia rzymskokatolicka w Wielkich Oczach, w archidiecezji przemyskiej w dekanacie Radymno II.

## Historia
Już w XVI wieku w Wielkich Oczach istniał drewniany kościół filialny parafii Krakowiec. W 1667 roku Andrzej Modrzewski podskarbi nadworny koronny, osadził przy kościele dominikanów obserwantów. 11 maja 1671 roku Wielkie Oczy uzyskały prawa miejskie. Następnie zbudowano murowany kościół i klasztor, który 4 września 1740 roku zostały konsekrowane przez bpa Józefa Antoniego Łaszcza. W II połowie XVII w kościele znany już był pochodzący z 1613 roku łaskami słynący Obraz Matki Bożej Wielkoockiej Pocieszycielki Strapionych.
W 1784 roku w czasie reform józefińskich klasztory dominikanów obserwantów w Galicji zostały zlikwidowane. Kościół i klasztor został przejęty przez Dominikanów z polskiej prowincji św. Jacka. W tym też czasie erygowano samodzielną parafię, której proboszczami byli m.in: o. Jan Gwalbert Wilczyński, o. Cyprian Radzicki, o. Alojzy Obuniewicz, o. Jozafat Szmidelski, o. Wincenty Dubrawski, o. Jordan Zarzycki, o. Mateusz Kietowicz, o. Sebastian Flissowski, o. Aleksander Możołowski, Hiacynt Biernat, o. Karol Kassyl, o. Anioł Sosnowski, o. Donat Sadlejski, o. Józef Wala, o. Albert Mizera, o. Hiacynt Plebańczyk, o. Wawrzyniec Kondzielewicz, o. Aula, o. Jacek Maląg, o. Ludwik Dziurzyński (do 1929).
Ostatnimi przeorami konwentu byli: o. Franciszek Rączkowski OP (1917–1926, pochowany na miejscowym cmentarzu) i o. Ludwik Dziurzyński OP (1926–1929). W 1929 roku Dominikanie opuścili Wielkie Oczy, a parafia została przejęta przez diecezję.  
W 1930 roku na terenie parafii (obejmującej wówczas Wielkie Oczy, Bożą Wolę, Drohomyśl, Skolin, Wólkę Żmijowską, Żmijowiska, Lipowiec) było 1 565 rzymsko-katolików, 3 740 grekokatolików, 8 innowierców, 1 220 Żydów.
10 czerwca 1997 roku papież Jan Paweł II, w Krośnie dokonał koronacji cudownego obrazu.
Na terenie parafii jest 1 216 wiernych (w tym: Wielkie Oczy – 890, Skolin – 290, Żmijowiska – 195, Wólka Żmijowska – 30).
Proboszczowie i administratorzy parafii:
?–1916. o. Jacek Maląg OP
1916–1929. o. Ludwik Dziurzyński OP (administrator).
1929–1937. ks. Władysław Jurasz.
1937–1952. ks. Tomasz Murdza.
1944. ks. Franciszek Malak (administrator).
1952–1953. ks. Władysław Świstowicz.
1953–1965. ks. Karol Jendyk (administrator).
1965–1969. ks. Józef Krzywda (administrator).
1969–2001. ks. Józef Kluz.
2001–2024. ks. kan. Józef Florek.
2024– nadal ks. Paweł Dziob.